# Sèrie 3700 de FGV
La sèrie 3700 de FGV fou una sèrie d'unitats de trens articulats amb tracció elèctrica destinades al servici suburbà de Metrovalència. Les unitats de tren articulat o UTA de la sèrie 3700 estaven formades per dues subsèries: la primera, de 30 unitats i la segona, de 10. Eren unitats dobles elèctriques que funcionaven a 1500 volts. L'equip elèctric de tracció estava regulat per interruptor chopper i incorporava fre elèctric. El seu sistema de frenat incorporava tres tipus de fre: l'elèctric per recuperació i reostàtic; el pneumàtic amb actuació en discs de fre; i el sistema de patí electromagnètic als raïls. Els enganxaments automàtics Schaku, produïts per CAF, permetien el funcionament en comandament múltiple.

## Història

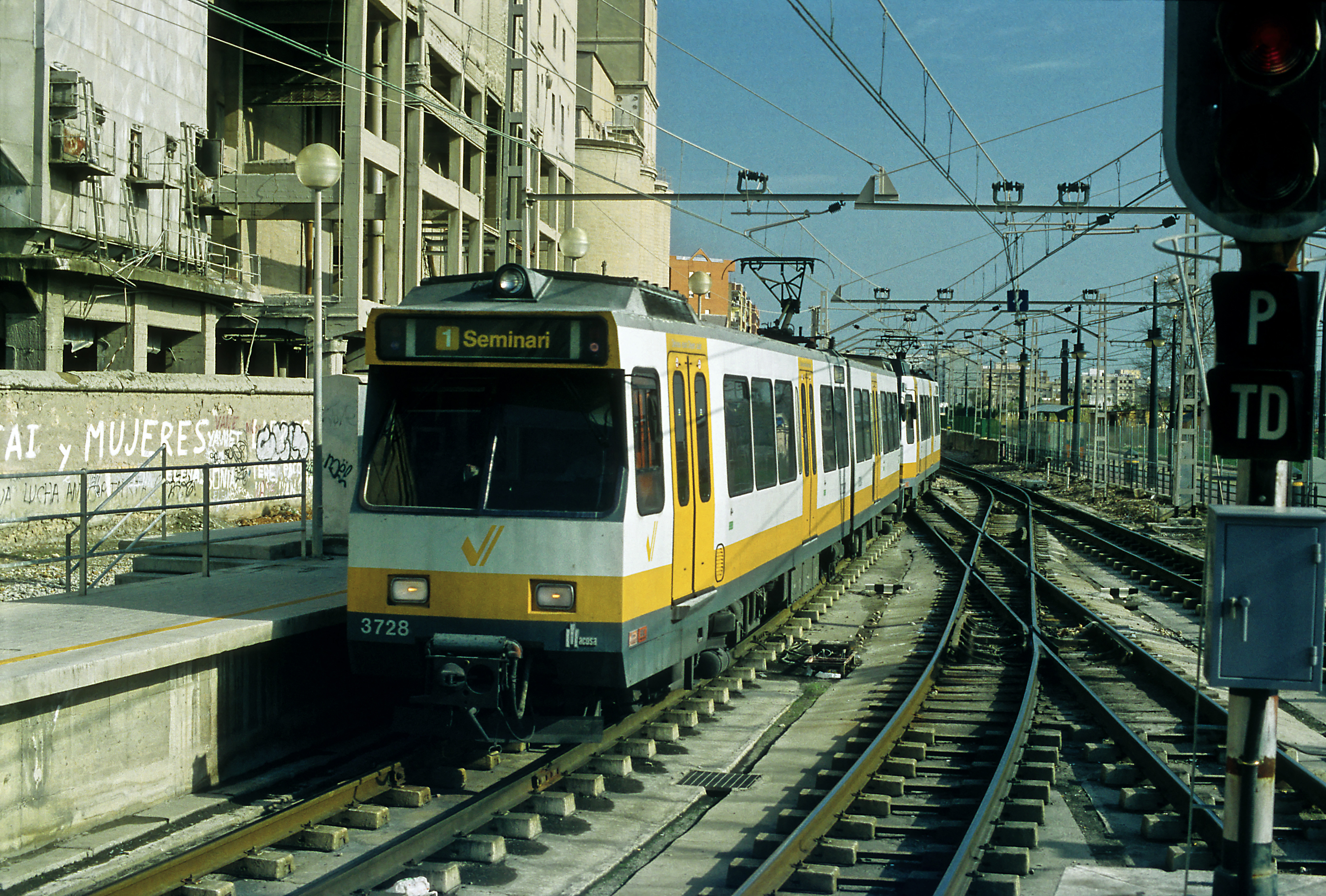
UTA 3728 a l'estació d'Ademús

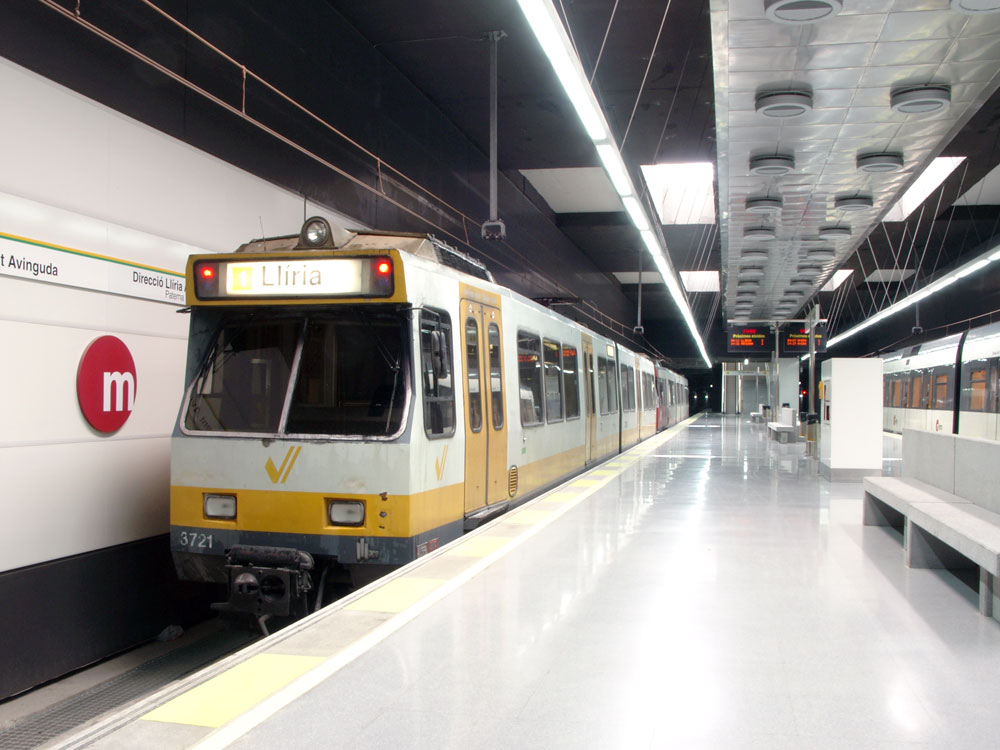
UTA 3721 a l'estació de Torrent Avinguda (2005)

La història d'aquesta sèrie se remunta a l'any 1986, data en la qual Ferrocarrils de la Generalitat Valenciana (FGV) assumí la gestió de les línies valencianes dels Ferrocarrils Espanyols de Via Estreta (FEVE). Degut a l'antigor i mancança del material rodant, FGV decidí contractar la construcció de trenta nous trens els quals s'afegirien a la sèrie 3600 de FGV, en servici des del 1982, en l'explotació comercial de la línia València-Jesús-Villanueva de Castellón; amb l'obertura del tunel urbà de València, també haurien de donar servici a la línia de Bétera i Llíria, actualment les línies 1 i 2 de Metrovalència. Així, després d'un període de proves a les línies dels Ferrocarrils de la Generalitat de Catalunya (FGC) i en el tram de línia des de l'estació de València-Jesús a l'estació de Villanueva de Castellón, començaren a introduïr-se el 1987 les primeres 18 unitats al dipòsit de Torrent. El 1988 se reberen les 12 unitats restants de la comanda. Provat el bon rendiment d'aquestes unitats i la necessitat de més material per a cobrir l'increment de freqüències, l'any 1989 FGV encarregà una nova comanda de 10 unitats UTA 3700 de segona generació lliurades l'any 1990. Aquestes 10 darreres unitats tenien un disseny diferent i incorporaven un seguit de millores respecte les altres 30.

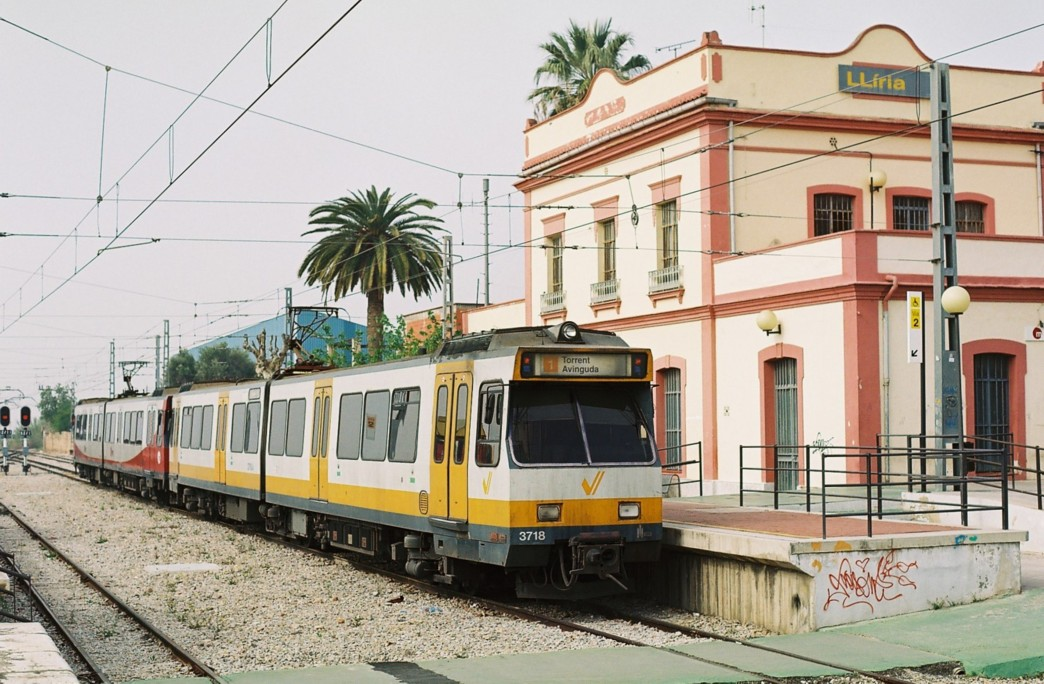
A l'estació de Llíria amb dos colors

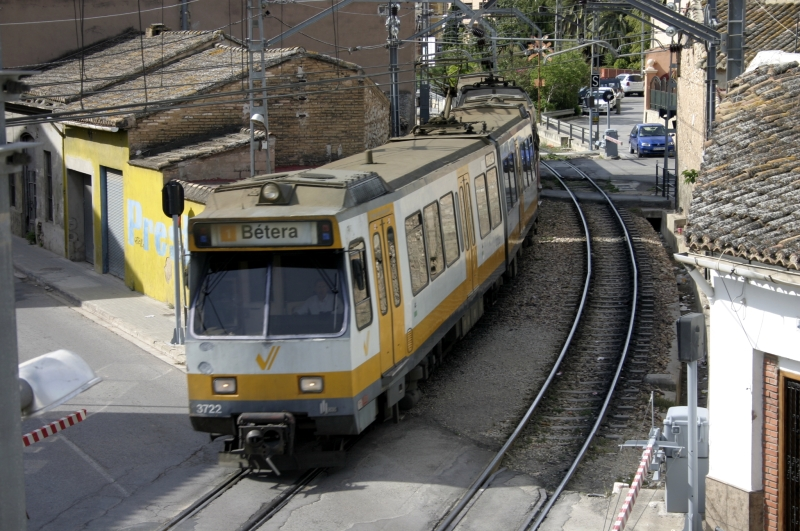
UTA 3722 a Godella cap a Bétera

Des de la inauguració de la nova línia 3 de Metrovalència, les unitats de la sèrie 3700 van prestar servici puntualment com a recolzament de la sèrie 3900 de FGV. Des del 1998 s'incorporà la identitat comercial de Metrovalència a les unitats de la sèrie, canviant el color groc de FGV pel roig de Metrovalència. Aquesta imatge mai no s'aplicà en la totalitat de les unitats, arribant prou d'elles a la fi de servici amb els colors d'origen.
El convoi format per les unitats 3736 i 3714 isqué de l'estació de Plaça d'Espanya en direcció cap a Torrent, descarrilant vora les 13:03 hores en la corva d'entrada a l'estació de Jesús. Les causes de l'accident foren l'excés de velocitat per part del maquinista i deficiències en la instal·lació del sistema de seguretat FAP. L'accident també evidencià la manca d'inversions en el servici, on no s'arreglaven degudament els trens i la infraestructura patia greus deficiències. Poc després d'això, FGV comprà 62 unitats de la sèrie 4300 de FGV per a reemplaçar les sèries 3600 i 3700.
Amb la progressiva arribada de la sèrie 4300, el 2007 fou retirada la sèrie 3600. A més, la nova sèrie començà a reforçar el servici de la sèrie 3900 de FGV a les línies 3 i 5. D'ençà 2009 i a mesura que arribaven més unitats de la sèrie 4300, totes les UTA 3700 foren retirades permanentment de circulació. Al menys tres d'elles foren desballestades. La prematura retirada de les unitats amb només vint anys de servici es degué a la manca de manteniment. A més, el mal estat de la via en certs trams i no estar preparats per a trajectes tan llargs com els de la línia 1 van propiciar el ràpid deterior del material. D'acord amb la vida mitjana d'un tren elèctric, les 18 primeres unitats de la primera subsèrie haurien d'haver durat fins al 2027, les 12 unitats restants de la primera subsèrie fins al 2028 i les 10 unitats de la segona subsèrie fins al 2030.

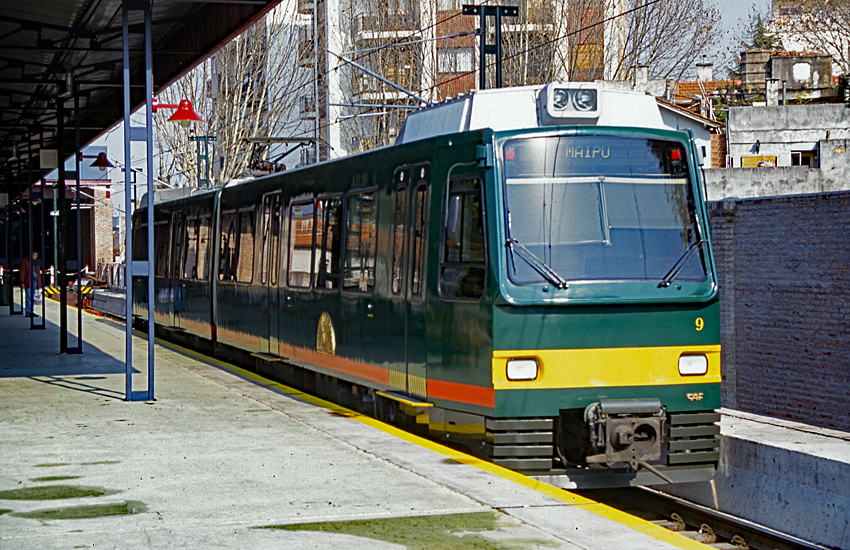
UTA 3700 del Tren de la Costa

Després de la retirada, la majoria de les UTA 3700 foren dutes als abandonats tallers de Torrent, on se trobava la resta de l'antic material de FGV. Unes poques foren conservades a l'interior de les naus, però la majoria romangueren a l'exterior sense cap tipus de preservació. L'any 2016, després d'un incendi als esmentats tallers, la majoria de les unitats foren desballestades. Un any més tard, se creà el museu del trenet a Torren, on se restauraren i exposaren les diferents unitats històriques, entre d'elles, la 3702. No obstant això, el 2019 es produí un altre incendi en el que acabaren destruïdes les unitats supervivents que romanien a l'exterior. Des d'aleshores el museu roman tancat a l'espera de la restauració.
El febrer de 2021, les úniques UTA que romanien fora de les naus de Torrent, inclosa la 3714, foren desballestades, extingint així la segona subsèrie de UTA en eliminar les tres darreres conservades i restant únicament la 3702 (preservada) i la 3703 (cedida a la UME per a simulàcres militars). A la línia del Tren de la Costa, a l'Argentina, circulen unitats transformades de la segona subsèrie.